# Słońsk
Słońsk (Duits: Sonnenburg) is een dorp in het Poolse woiwodschap Lubusz, in het district Sulęciński. De plaats maakt deel uit van de gemeente Słońsk en telt 3000 inwoners.

## Verkeer en vervoer
- Station Słońsk

Vanaf de stichting tot de zomer van 1945 was Słońsk als Sonnenburg een door Duitsers bewoonde stad die tot de landstreek Neumark behoorde.

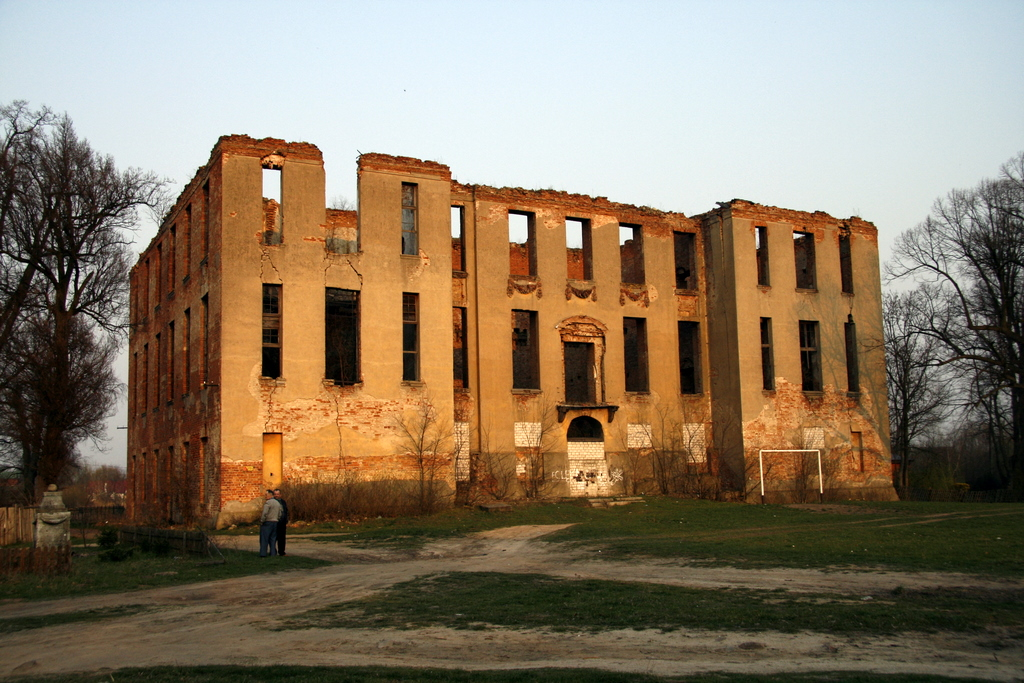
Ruïne van het Slot Sonnenburg